# 조니 캐스트어웨이
조니 캐스트어웨이(Johnny Castaway)는 1992년 화면 보호기 시에라 온라인/Dynamix가 출시한 소프트웨어의 하나로, "세계 최초의 스토리텔링 화면 보호기"로 내세운 "Screen Antics"라는 이름으로 마케팅되었다.
이 화면 보호기는 야자나무 한 그루가 있는 매우 작은 섬에 좌초된 조니 캐스트어웨이(Johnny Castaway)라는 인물을 묘사한다. 시간이 지남에 따라 이야기는 느리게 진행된다. 스토리를 따라잡는 데까지는 수많은 날이 소요된다. 조니가 일상적으로 낚시를 하고 모래성을 쌓고 조깅을 하는 동안 인어나 릴리퍼트 해적들이 섬에 온다든지, 목욕 중에 갈매기가 그의 반바지를 훔치기 위해 내리덮치는 등의 다른 사건들이 이따금 발생한다. 마치 《길리건스 아일랜드》의 조난자처럼 조니는 반복적으로 구출되려고 애쓰지만 궁극적으로 다양한 불운의 사건들로 인해 섬에 남게 된다.
조니 캐스트어웨이에는 할로윈, 크리스마스, 독립기념일과 같은 수많은 미국 공휴일을 위한 이스터에그를 포함하고 있다. 이 기간 중에 휴일이나 사건을 대표하는 부분을 제외하고는 장면들은 평상시처럼 플레이된다. 해의 마지막 주 동안에는 이를테면 야자나무가 "새해 복 많이 받으세요"(Happy New Year) 문구를 표시하며 할로윈엔 모래에 잭오랜턴을 볼 수 있다. 화면 보호기는 컴퓨터 시계를 이벤트 일자에 조정함으로써 이 기능들을 강제로 보이도록 조작할 수 있다.
조니 캐스트어웨이 화면 보호기는 3½ 인치 플로피 디스크로 배포되며 인텔 80386 프로세서와 윈도우 3.1x 운영 체제가 설치된 컴퓨터가 필요하였다. 오늘날 인터넷에 널리 퍼져있지만 오래된 16비트 소프트웨어 구성 요소에 의존하므로 16비트 애플리케이션을 지원하는 32비트 버전의 마이크로소프트 윈도우 운영 체제에서만 동작하지만 화면 보호기가 윈도우 64비트, macOS, 리눅스에서도 동작할 수 있는 우회방안이 존재한다.
캐릭터 디자인은 숀 버드(Shawn Bird)가 Dynamix에 있던 동안에 완성되었다. 이 프로그램은 Dynamix의 원 개발자의 회사 Jeff Tunnell 프로덕션스에서 개발되었다. 켄 윌리엄스에 따르면 이 화면 보호기는 시에라가 개발한 The Incredible Machine, Hoyle Card Games와 같은 개발 비용이 많이 들지 않고 매우 수익성이 좋은 몇 안 되는 제품들 가운데 하나였다.

## 반응
《컴퓨터 게이밍 월드》는 Screen Antics 시리즈에 대해 조니 캐스트어웨이를 대단한 시작(a great launch)이라고 이야기했으며 조니 하트 스타일 만화 팬들과 사이트 개그(sight gag) 우호자들이라면 좋아할 것"이라고 결론을 내렸다.